# Adam Filipović
Adam Filipović (Pančevo, 1887. – zemunska Kalvarija?, 26. listopada ili 6. studenoga 1944.), hrvatski industrijalac, djelovao u Zemunu, ugledni Zemunac, kandidat za Pravednika među narodima, industrijalizator Zemuna, žrtva jugokomunističkog zločina. Industrijalac Adam Filipović u Zemunu je podigao prvu tvornicu, postavio tramvajske tračnice, a po njemu je i cijeli predio nosio ime Filipovićev trg. Nakon Prvoga svjetskog rata u Zemunu se otvaraju nove tvornice i ustanove, većinom u vlasništvu hrvatskih gospodarstvenika ili dioničara. Među njima je Filipovićeva tvornica ugljične kiseline (1925.).

## Životopis
Potječe iz poznate plemićke porodice Filipović, iz koje su mnogi znameniti ljudi. Rođen je u Pančevu 1887. u brojnoj obitelji Alouza Filipovića i majke Katarine, rođene Knotts. Adam je imao tri brata i dvije sestre. Otac Alouz, podrijetlom iz Dubovca, općina Slavonski Brod, bio je u Pančevu poznati obrtnik i proizvođač strojeva i boca za soda-vodu, a u njegovoj radionici proizvodili su se i prodavala soda-voda i bezalkoholna pića. Mali Adam bio je inteligentno dijete, puno dinamike i znatiželje. Nakon završene osnovne škole i trgovačke akademije u Pančevu, taj mu grad postaje tijesan. U dogovoru s ocem odlazi u Vojnu akademiju u Budimpeštu 1915. Ondje se njegova nemirna priroda dovodi u sklad, stječe radne navike i samodisciplinu, što mu je poslije u životu, uz obrazovanje, mnogo koristilo.
Nakon Prvoga svjetskog rata vraća se u rodno Pančevo. Oženio se 1921. Pančevkom Marijom Bittol. Za vrijeme školovanja u Budimpešti upoznao se s industrijalcem Židovom Janošom Hajošem, kod kojega je radio, a koji je na daljnji njegov rad i opredjeljenje imao dosta utjecaja. Nakon raspada Austro-Ugarske i stvaranja Države SHS, između Budimpešte, Sofije i Atene na prometnicama, posebno željezničkima, Zemun postaje značajna točka za transport i tranzit robe, posebno poljoprivredne i prehrambene. To je i Adam uočio i zato je odlučio na periferiji Zemuna pokraj željezničke pruge, a u neposrednoj blizini kolodvora, uz pomoć mađarskoga kapitala, pristupiti gradnji tvornice ugljičnog dioksida (ugljične kiseline i suhog leda) i opreme za radionice soda-vode. Tvornica se počela graditi 1921, a gradnja je završena i tvornica puštena u rad 1924. S obzirom na dotadašnje radionice i tvornice u Zemunu, ona je među prvim industrijskim objektima s kontinuiranom proizvodnjom. Iako je tvornica bila dioničko društvo s uglavnom mađarskim kapitalom, kreditirano od Budimpeštanske i Pančevačke banke, graditelj i realizator te ideje bio je Adam, koji je i odredio lokaciju. Koliko je energičan i vrijedan taj čovjek bio, govori i činjenica da je svaki dan brodom iz Pančeva dolazio na posao, a navečer kasno vraćao se brodom kući u Pančevo. Sagradivši kuću koja se i danas nalazi u Karađorđevoj broj 5 (prije Filipovićev trg), obitelj Filipović se 1931. preselila iz Pančeva u Zemun.
Do tvornice doveden je industrijski kolosijek, ranžirna stanica, otvara se tramvajska linija Zemun - Beograd, podiže se nasip, gradi kej i pristanište za brodove na Dunavu. Sve to je mladom i sposobnom Filipoviću podignulo ugled. Na stručnom planu surađivao je s mnogim poznatim tvrtkama i udrugama. Među ostalima i s »Imperial chemical Industries Ltd.« iz Londona, a u zemlji s ministarstvima i trgovinskom komorom. U gradu Zemunu surađivao je s općinskim poglavarstvom, kulturnim i športskim društvima. Posebno je bio angažiran u veslačkom klubu »Galeb«, kojemu je, pred rat, bio dopredsjednik te član olimpijskoga komiteta.
Kada je bio u zenitu radnog stvaralaštva, nastupilo je ratno stanje. Adam Filipović bio je veliki entuzijast, pionir mnogih akcija, vrlo progresivan i suvremen industrijalac, unosio je novine u proizvodnju, prodaju, komercijalnu aktivnost, napuštao je stari klasični način rada i postao suvremen menedžer. U društvenom životu bio je aktivan, rado viđen i priman.
Međutim, kao i svaki čovjek, radio je i pogreške. Bio je uvjeren da neće biti rata iako je on u Europi već počeo i zakucao i na vrata Jugoslavije. Brojni prijatelji pitali su ga kao viđenog i imućnog čovjeka hoće li do rata doći, a on bi im odgovarao »ne«, jer je u sebi to želio i u to vjerovao.
Početkom rata i raspadom države, u poglavarstvu Zemuna postavljen je novi gradonačelnik, Nijemac Franc Mozer iz poznate obitelji Mozer, proizvođača alkoholnih pića. Mozer i drugi predložili su Adama Filipovića za dopredsjednika. Misleći da će u pozitivnom smislu moći utjecati na bližu i širu okolicu, pristao je na tu dužnost.
Međutim, počinju i prve ratne nedaće što ih svaki rat donosi. U Zemunu, kao i drugim mjestima, dolazi do uhićivanja Židova. Adam odlazi na čelu delegacije Zemuna u Zagreb i traži od Vlade novoformirane NDH da oslobodi uhićene Židove. Rijetki su pušteni, a većina je internirana u logore. Ne mogavši se suprotstaviti mjerama nasilja, dao je ostavku na funkciju dopredsjednika, vratio se svom poslu i sa svim političkim strujama nastojao imati korektne i dobre odnose. Govorio je »ratovi dolaze i prolaze, tako će i ovaj, a ljudi moraju i dalje raditi i stvarati i zajedno živjeti«. Dolazi listopad 1944. godine, Nijemci sa svojim suradnicima napuštaju Zemun, a partizanska vojska 22. listopada 1944. zauzima Zemun i vojne vlasti uvode vojne prijeke sudove.
Po Adama Filipovića i druge industrijalce i trgovce, koji su smatrali da nisu zla činili drugima i ostali u Zemunu, dolaze predstavnici nove vlasti i odvode ih u pritvor. Tako je Filipović bio pritvoren 23. listopada 1944, prvi dan od uspostavljanja partizanske vlasti. Prvo je odveden u Okružni ured za zdravstveno osiguranje, a 25. listopada 1944. odveden je u nepoznatom smjeru i gubi mu se trag. Prema nepotvrđenim izjavama, pretpostavlja se da je 26. listopada 1944. godine po odluci Vojnog suda bio ubijen na zemunskoj Kalvariji. Međutim, odluka koju je poslije dobila njegova supruga nosi datum 6. studenoga 1944. Poznato je da je Adam bio imućan čovjek i kao takav »klasni neprijatelj«, ali mnogi Srbi industrijalci bili su isto što i on, primjerice Petrović, Vukojčić, Bižić, i svi su ostali živi. Sve su to pretpostavke, ali presuda vojnog suda na pola stranice sadrži previše optužbi da bi za sve njih bio odgovoran.
Adam Filipović bio je vrijedan i natprosječno sposoban čovjek, a to su ljudi koji mijenjaju svijet i ljude, što se uvijek mnogima ne sviđa, premda je sve političke strane materijalno pomagao.
Može se zaključiti: koliko god je imao sluha za tehniku i biznis, toliko nije bio nadaren za politiku. Mnogo je putovao, govorio je njemački i mađarski jezik. Iako u poslu vrlo spretan i energičan, temeljem izjave njegove kćeri Adriane bio je vrlo plemenit i nježan u privatnom životu, posebno prema svojoj supruzi Mariji, s kojom je imao troje djece: kćer Adriane, rođenu 1924. u Budimpešti, Marietu, rođenu 1929. u Kikindi i sina Adama, rođena 1931. u Beogradu.
Najznačajnije, može se reči životno, djelo industrijalca Adama Filipovića bilo je što je prvi u Zemunu i na ovim prostorima sagradio tvornicu s kontinuiranim načinom proizvodnje ugljičnog dioksida, zatim je sa švicarskom tvrtkom »Carba« na njihovoj opremi prvi u Zemunu i šire proizvodio »suhi led« te uveo njegovu primjenu u kontejnerski transport živežnih namirnica i prehrambene robe, što je u ono vrijeme bilo revolucionarno u cijeloj Europi. To je omogućilo siguran prijevoz lako kvarljive robe. Taj pothvat imao je veliko ekonomsko i opće značenje za Zemun i društvo u cjelini.